# Madonna del Rosario (Collelongo)

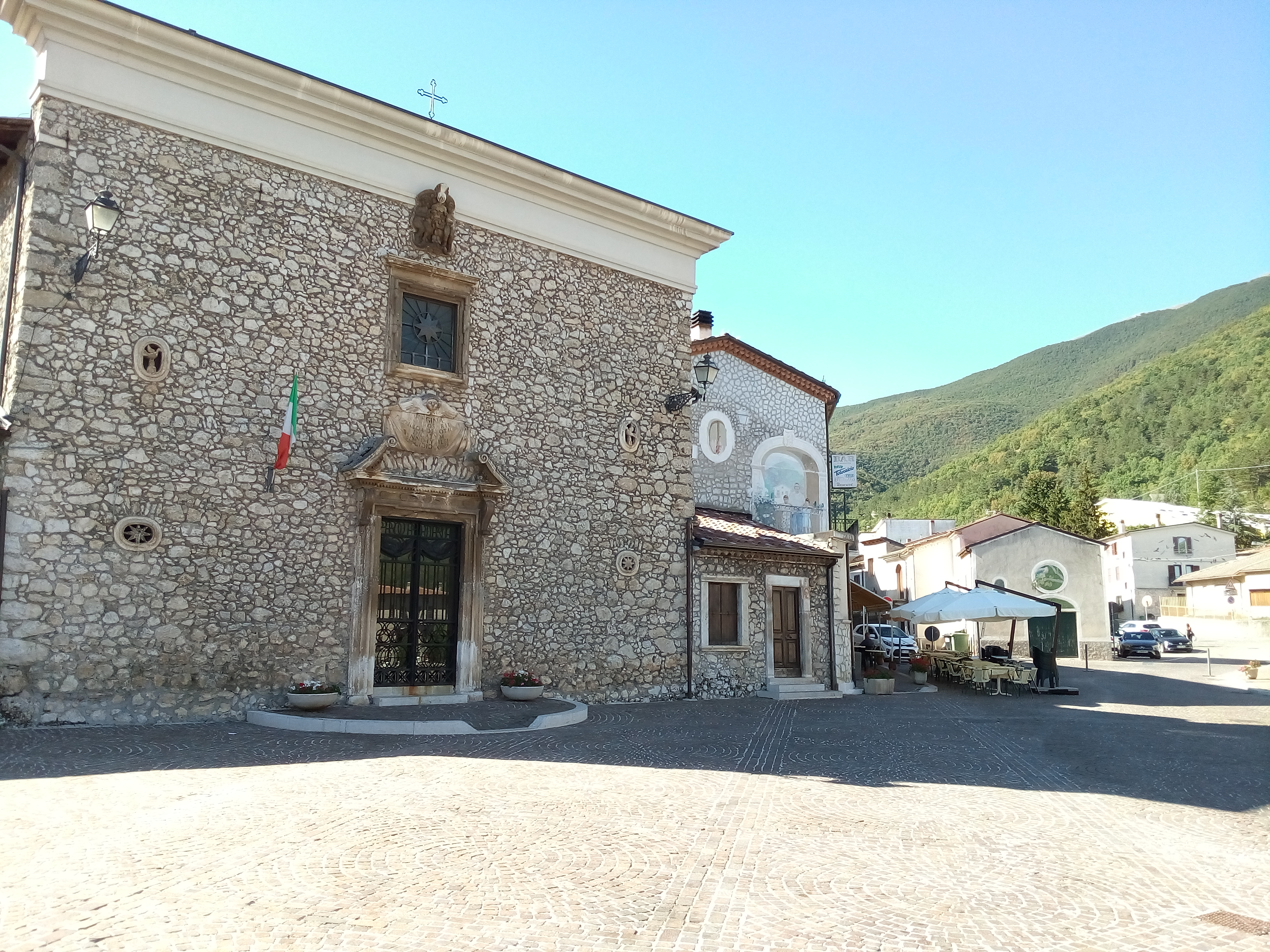
Madonna del Rosario

Die Kirche Madonna del Rosario, auch Cappella dei Floridi, ist eine römisch-katholische Filialkirche in Collelongo in der italienischen Region Abruzzen, die unter dem Patrozinium Unserer Lieben Frau vom Rosenkranz steht.

## Geschichte
Der Bau wurde als Familienkapelle der Floridi errichtet. Die aus Rom stammende Familie Floridi ist seit dem Ende des 16. Jahrhunderts in Collelongo nachgewiesen. Stammvater des in Collelongo lebenden Zweiges war der Notar Marino Floridi. Letzterer ließ 1658 unter Zustimmung des Bischofs von Marsi den Grundstein für den Bau einer gleichnamigen Kapelle in der Pfarrkirche Santa Maria Nuova legen.
1691 wurde die Bruderschaft des Santissimo Rosario gegründet, die es sich zum Ziel gesetzt hatte, eine unter dem Patrozinium des Rosenkranzes stehende Kapelle außerhalb der Stadtmauern von Collelongo zu errichten. Im darauffolgenden Jahr wandte sich die Bruderschaft an den Bischof, damit dieser die Gemeinde Collelongo zum Bau der Kapelle dränge. Da die Gemeinde sich allerdings außer Stande sah, die Kosten für den Bau zu tragen, sprang die Familie Floridi ein.
Nach den Plänen der Floridi sollten in den Neubau die Gebeine aus der Familiengruft ebenso überführt werden, wie der Altar und die Pala aus der Rosenkranzkapelle der Pfarrkirche. Die dem Bischof vorgelegten Baupläne sahen auch den Bau einer Sakristei und einen als Unterkunft vermietbaren Raum vor. Als Bauherr trat der Abt Gennaro Antonio Floridi auf, der im November 1699 den Kaufvertrag für den Baugrund unterzeichnete.
Beim Pastoralbesuch des Bischofs am 28. Mai 1709 wurde die Glocke vom Bischof F. B. Corradini geweiht. Der Bau wurde allerdings erst später vollendet. Am 19. Juli 1750 wurde die Kapelle im Zuge des von Papst Benedikt XIV. ausgerufenen Heiligen Jahres vom Marser Bischof Domenicantonio Brizi geweiht.
Nach dem Tod des letzten männlichen Nachkommen der Floridi ging die Kapelle 1912 in den Besitz der Familie Maussier über. Nach dem Erdbeben von 1915 wurde der Bau 1939 restauriert. Weitere Restaurierungsarbeiten wurden 1951  und 1957 durchgeführt.
1971 wurde die Kapelle der Gemeinde anvertraut, unter der Auflage sie als Gedenkstätte für die aus Collelongo stammenden Kriegsgefallenen zu nutzen.

## Beschreibung

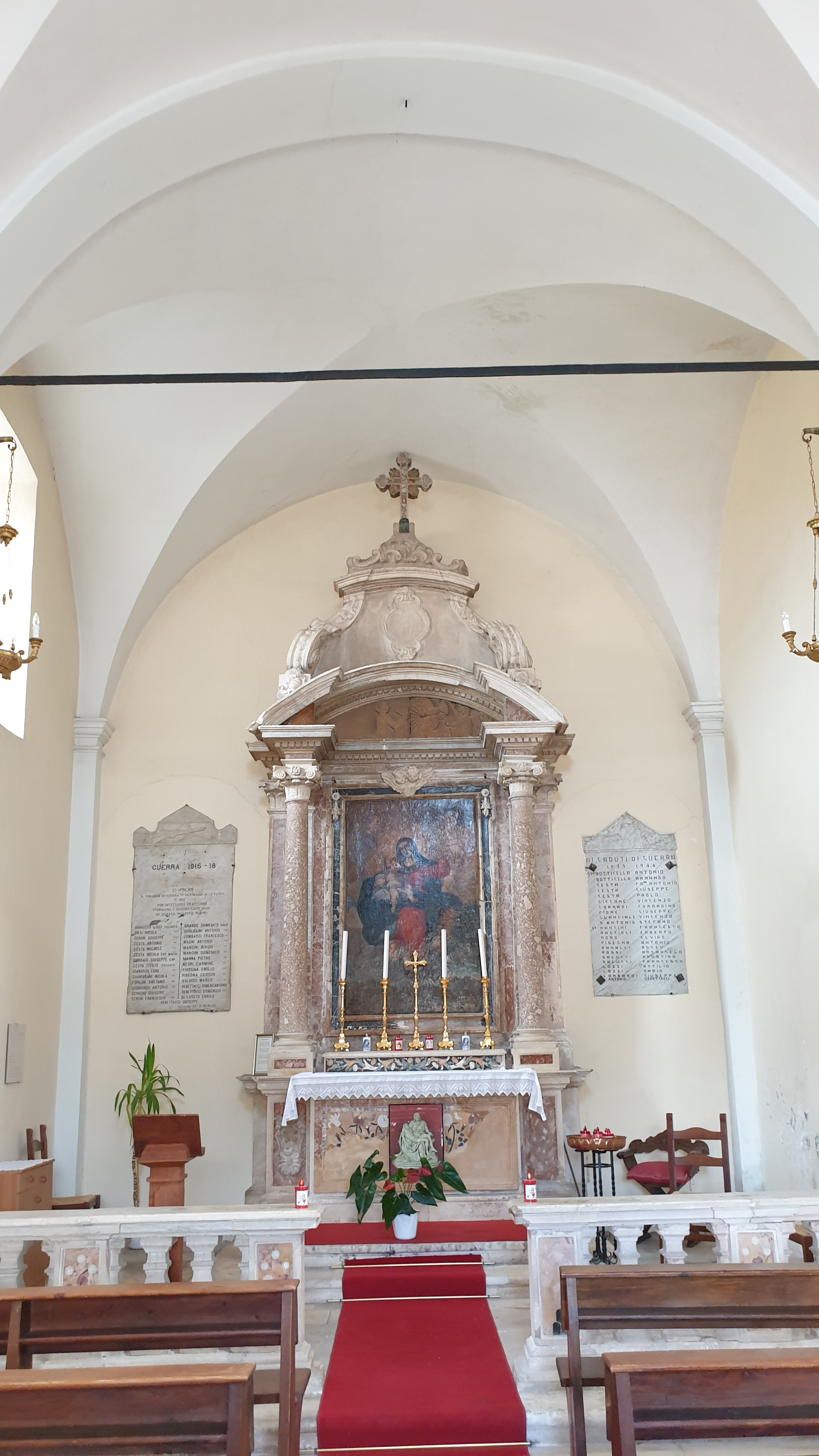
Chorraum mit dem Marmoraltar

Der Bau zeichnet sich durch seine Schlichtheit sowohl innen als auch außen aus.
Die Steinfassade ist das Ergebnis der letzten Restaurierungsarbeiten, bei denen unter anderem der Putz entfernt wurde. Sie ist in ihren Linien fast streng und stellt sich als einfache, fast quadratische Wand dar, die nur durch die Elemente des Portals, des Oberlichts, des Gesimses im oberen Bereich und einige architektonische Dekorationselemente bereichert wird. Letztere sind älteren Ursprungs und wurden, wie die steinerne Taube und das Kreuz auf der linken Seite, in den Neubau integriert. Die lateinische Inschrift über dem Portal gedenkt der Stifterfamilie Floridi im Jubeljahr 1700. Über dem viereckigen Oberlicht ist das Familienwappen der Floridi angebracht.
Der einschiffige Innenraum ist 12,4 m lang und 9 m breit. Er besitzt ein Kreuzgewölbe mit drei Jochen, die von mehreren Pilastern getragen werden. Der leicht überhöhte Chorraum ist mit einer Marmorbrüstung vom Kirchenschiff getrennt. Der barocke Marmoraltar ist eine Arbeit der Marmorbildhauerschule aus Pescocostanzo. Die Pala zeigt eine Rosenkranzmadonna eines nicht näher bekannten Künstlers. Neben dem Altar sind ab der Rückwand des Chors zwei Gedenktafel mit den Namen der aus Collelongo stammenden Gefallenen des Ersten Weltkrieges, des Abessinienkrieges, des Spanischen Bürgerkrieges und des Zweiten Weltkrieges verzeichnet.